# Râul Lotrișorul
Râul Lotrișorul este un afluent de dreapta al râului Olt. Are un afluent de dreapta, râul Galbenu.

## Punct de vărsare
Râul Lotrișorul se varsă în Olt la nord de Călimănești.

## Bivbliografie
- Administrația Națională Apelor Române - Cadastrul Apelor - București
- Institutul de Meteorologie și Hidrologie - Rîurile României - București 1971
- Trasee turistice - județul Vâlcea